# 台鐵S300型柴電機車

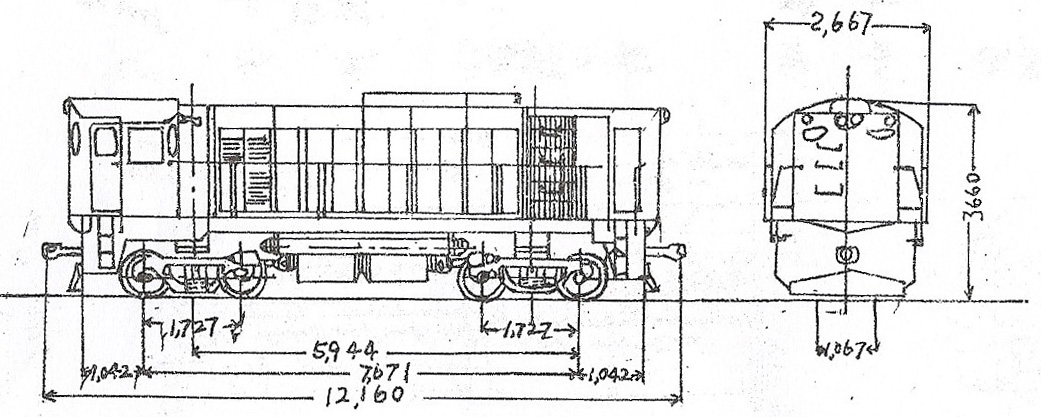
S300型形式圖

臺鐵S300型柴電機車，是臺鐵第一款真正完全支線與調車專用的柴電機車。

## 歷史背景
1963年，臺灣鐵路管理局邀請世界銀行運輸顧問團來台評估運輸需求，決定實施支線與調車全面柴油化。為實現此一目標，台鐵於1965年以世銀貸款招標採購21輛小型柴油電氣機車。經公開招標，由美國GM-EMD的21輛EMD GA8型柴電機車得標。1966年9月，21輛GA8型運抵台灣，台鐵命名為S300型，編號S301至S321。

## 使用情況

### 概要
- S300型不同於S200型，最高速僅75公里，沒有裝置總控重連控制裝置，是一款完全以站場調車和支線用為主的柴電機車。
- 最大的特點是牽引馬達只有兩具，裝置在車架底下，以千向接頭分別驅動兩組轉向架，如此設計使本型車更加輕量化。
- S300型採用8-567E引擎，曲軸箱和同期進口的R50型柴電機車一樣是裝置[易安迪|GM-EMD]當時最新款的E型。

### 車輛配屬段與運用範圍
彰化機務段：1輛（S318，已報廢；目前作為無車籍調車機）
- 運用範圍：
  - 彰化機務段調度用機車
  - 彰化扇形車庫調度用機車

S318為此型車唯一無籍之車輛，已指定為台鐵文物車輛

## 保存車輛
- S302：2002年報廢後移至泰安車站靜態保存。
- S305：此車報廢後曾長期滯留於花蓮機務段，2012年初由花蓮機廠整修完成後，移至苗栗鐵道文物展示館靜態保存。2022年4月9日迴送至富岡基地再次整修，並於2023年7月修復完畢後恢復為海軍藍塗裝。目前已迴送回苗栗火車頭園區內保存作為之後開幕的展示車輛。
- S316：2010年報廢後移至車埕車站內靜態保存，並於2020年變更為藍色塗裝。

## 照片

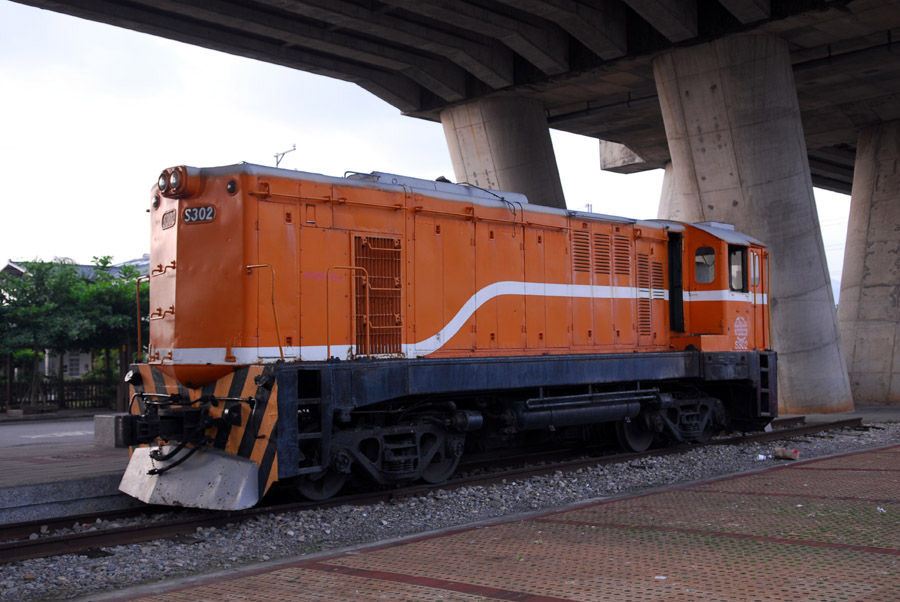
S302
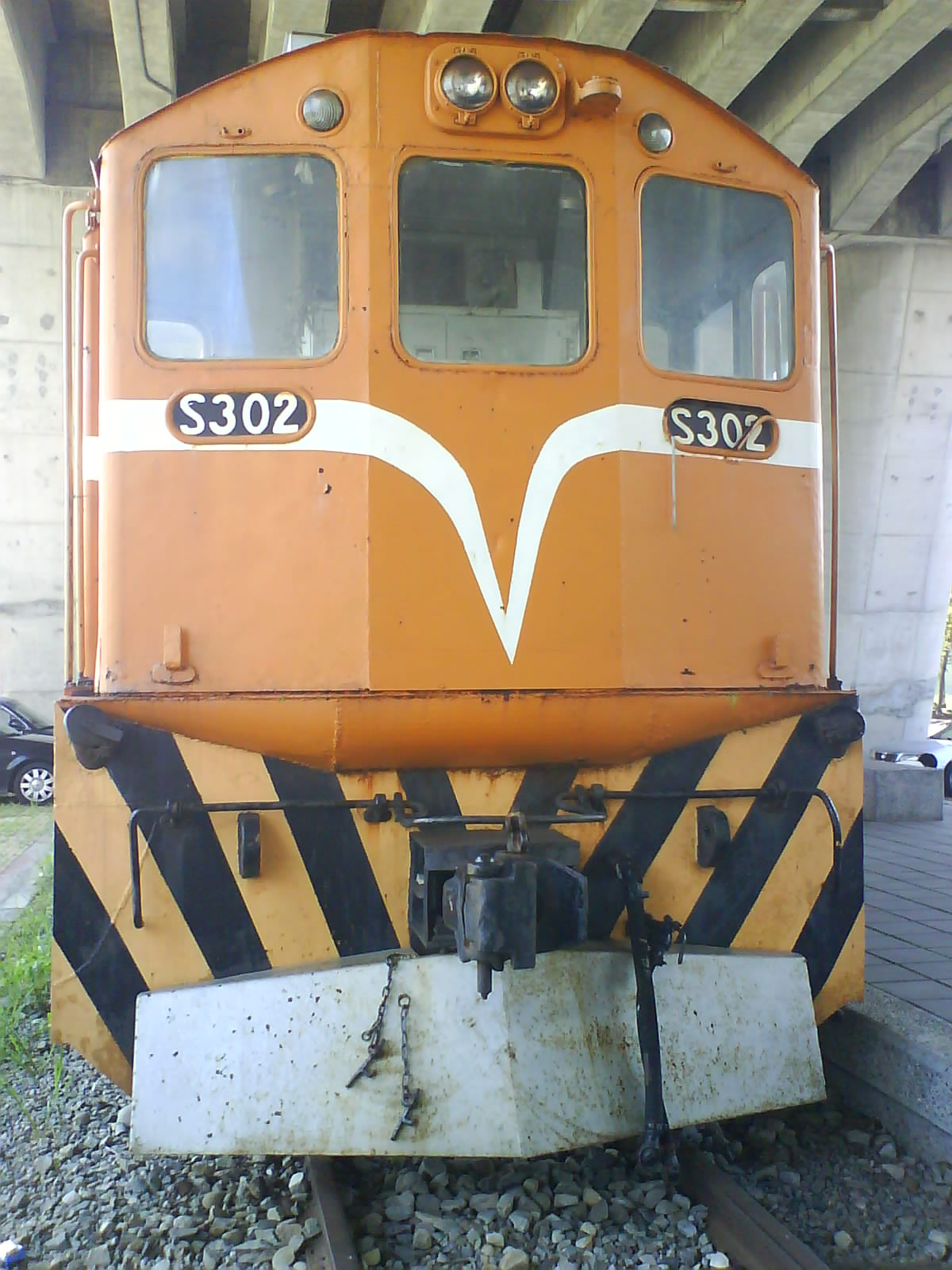
S302駕駛室端
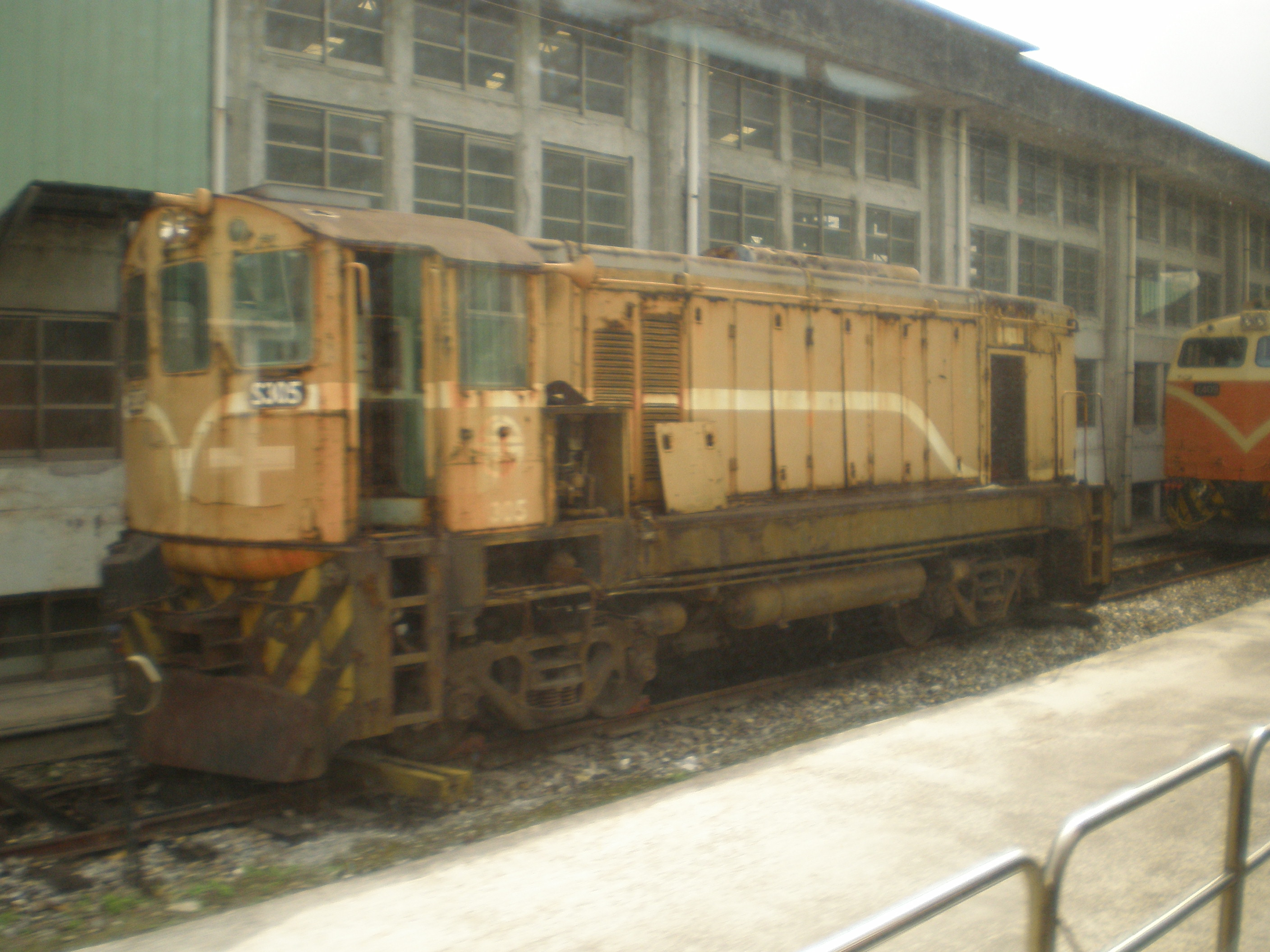
S305
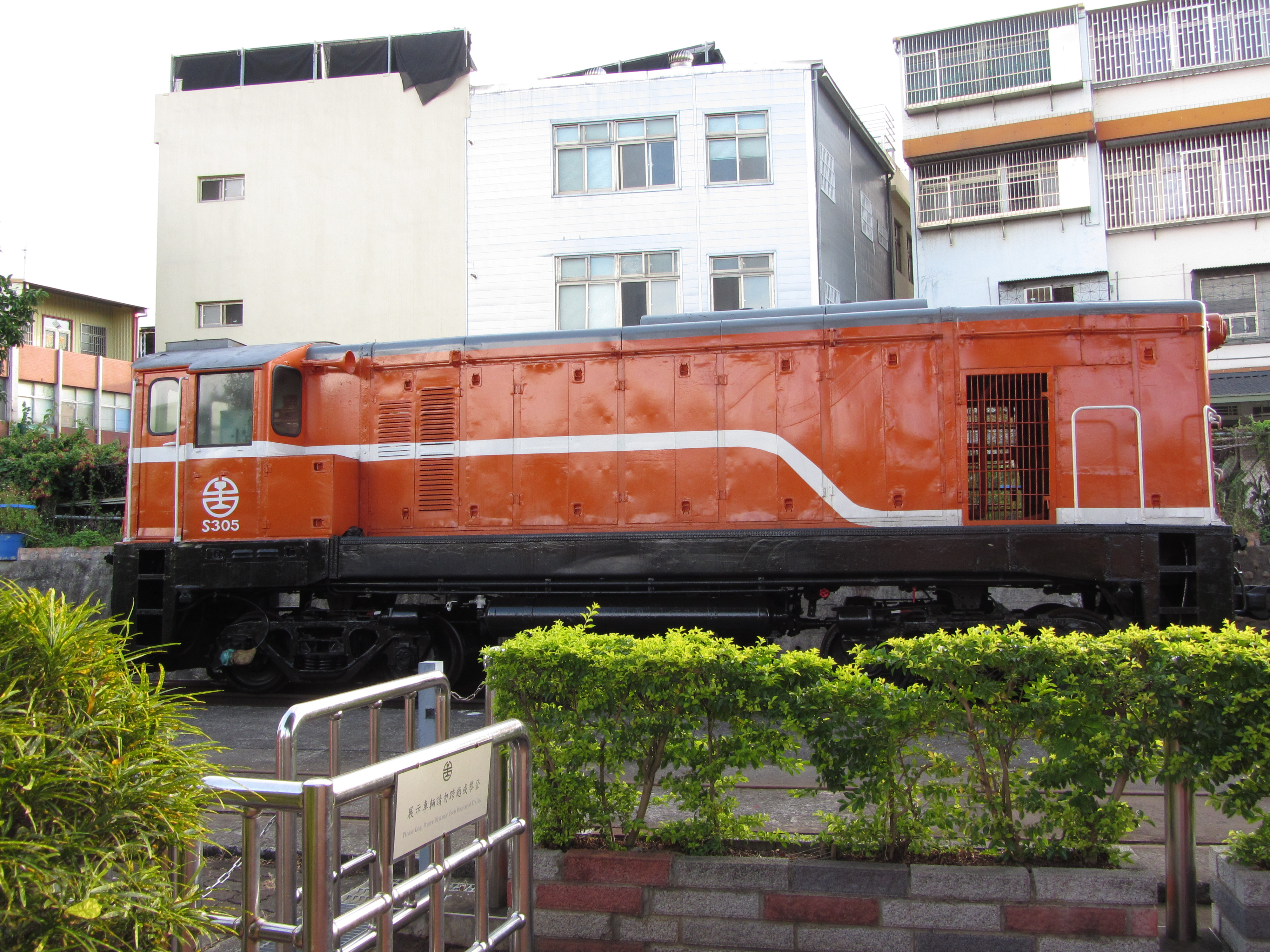
S305整修後
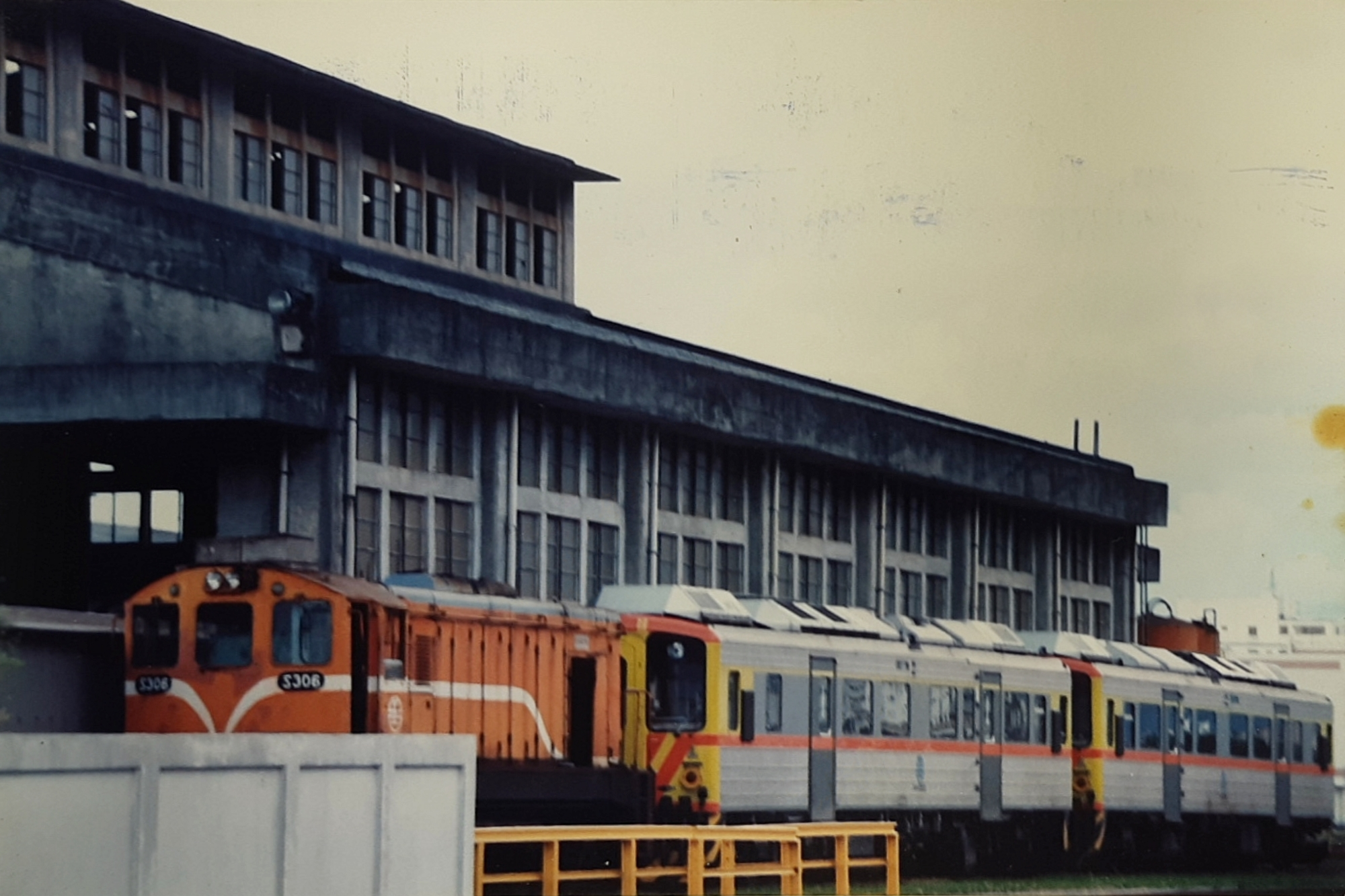
S306
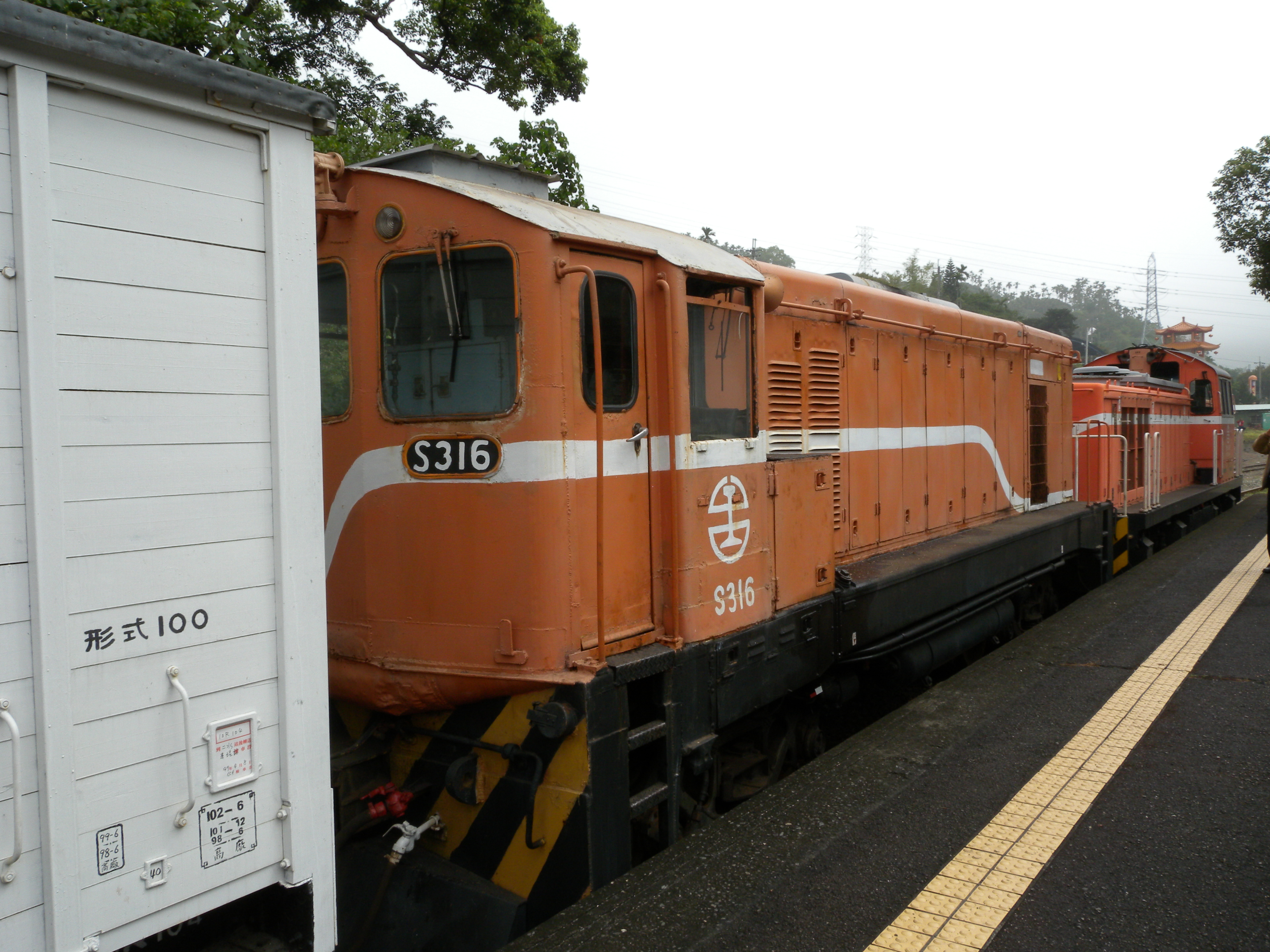
S316
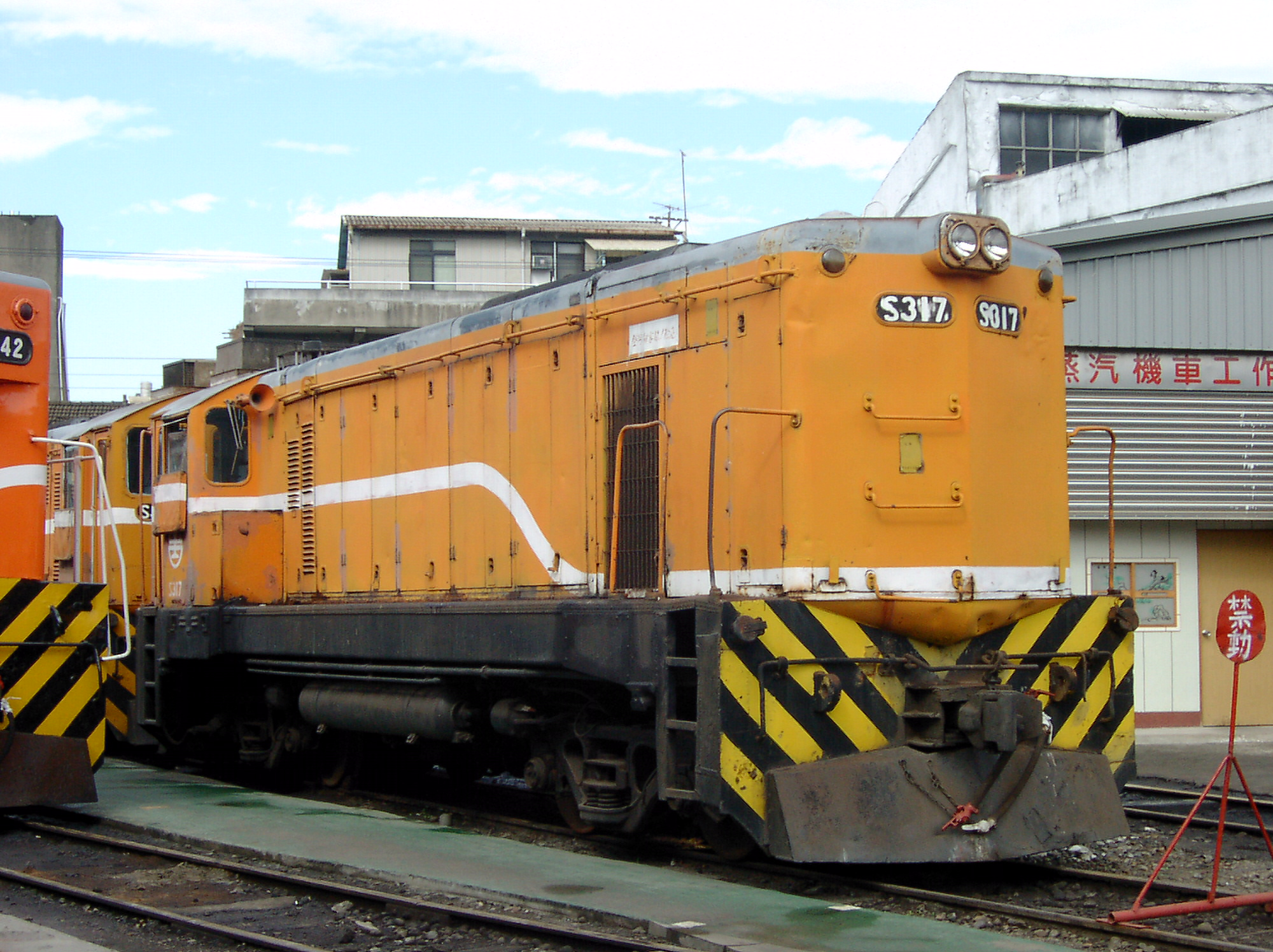
S317
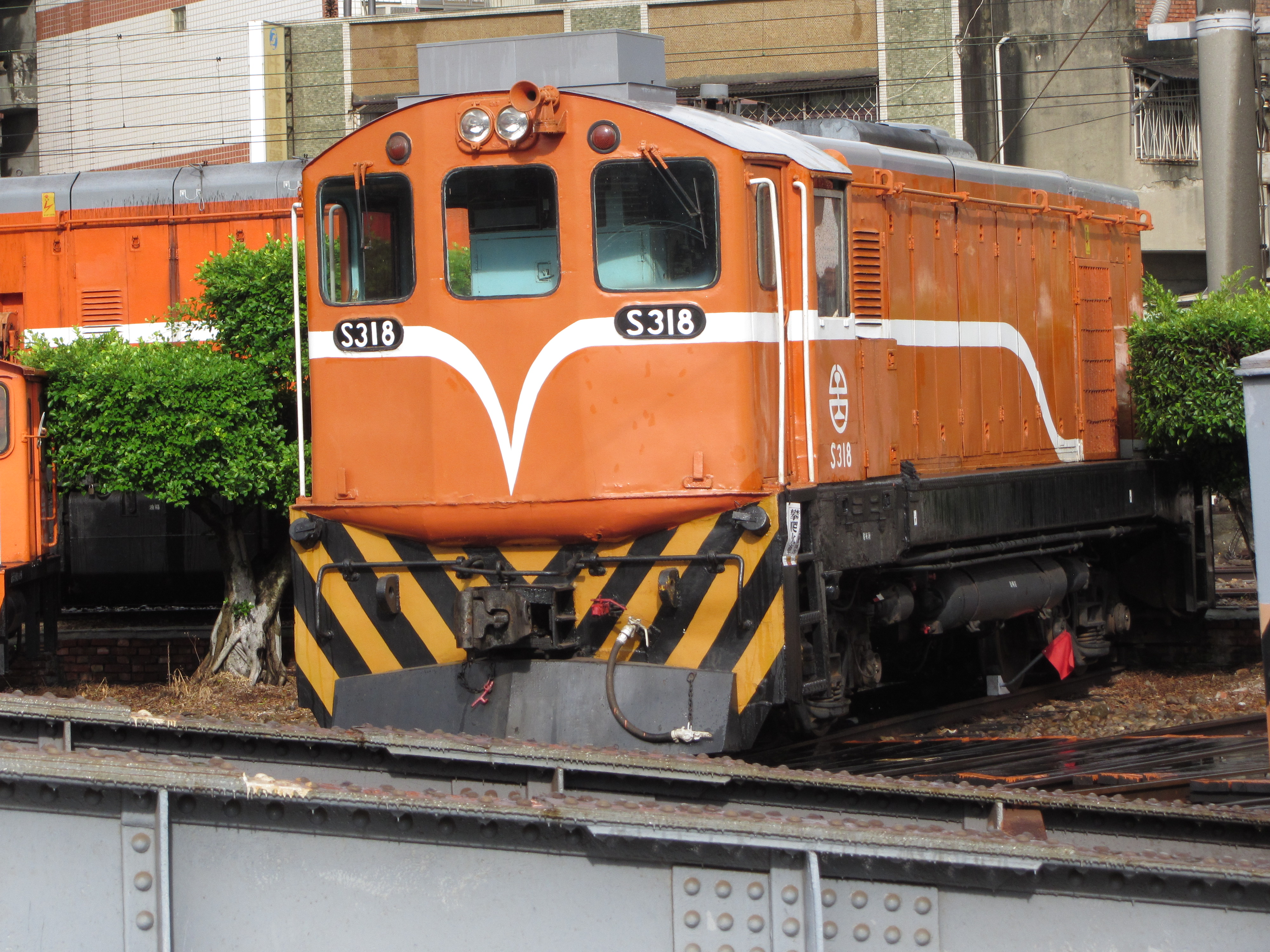
S318